# Тарасівка (Кременчуцький район)
Тара́сівка — село в Україні, у Семенівській селищній громаді Кременчуцького району Полтавської області. Населення становить 347 осіб. Орган місцевого самоврядування — Семенівська селищна рада.

## Географія
Село Тарасівка знаходиться на лівому березі річки Крива Руда, в тому місці де на ній зроблений великий ставок Крива Руда, вище за течією примикає смт Семенівка, на протилежному березі — село Паніванівка.

## Історія
12 червня 2020 року, відповідно до розпорядження Кабінету Міністрів України № 721-р «Про визначення адміністративних центрів та затвердження територій територіальних громад Полтавської області», село увійшло до складу Семенівської селищної міської громади.
19 липня 2020 року, в результаті адміністративно - територіальної реформи та ліквідації Семенівського району, село увійшло до складу новоутвореного Кременчуцького району.

## Відомі особистості
Шульга Володимир Олександрович — молодший сержант ЗСУ, загинув під селом Логвинове, Артемівський район.